# テガララン
テガララン村（Desa Tegallalang）は、インドネシア共和国バリ州ギャニャール県テガララン郡の村。ウブド村の北方約8kmに位置する。北から南に流れるトゥンガン川やマス川に削られた南北に細長い舌状台地にあり、川沿いに作られた棚田の風景が特に有名。